# هاوي (فلم)
هاوي هو فيلم مصري-قطري صدر سنة 2010.

## القصة
قضى كل من يوسف، إبراهيم وفادي 20 سنة في السجن نفسه. وبعد إطلاق سراحهم توجه يوسف قصد البحث عن العديد من الوثائق السرية، أما إبراهيم فيعود ليرى ابنته مرة أخرى بعدما غاب عنها 20 سنة كاملة، لكنه يتفاجئ بأنها تبحث عن رجل يُدعى فادي وهو موسيقار. وبصرف النظر عن هؤلاء الرجال الثلاثة، فهناك مشعوذ يحاول تلبية طلب فارس يأمل في شفاء حصانه. تتواصل قصة الفيلم حيث أن كل واحد منهم يبحث عن شيء مميز _بالنسبة لهم_ في الحياة وذلط بهدف الهروب من الشعور بالوحدة واليأس.

## الجوائز
- جائزة ترايبيكا الدوحة (2010)
- جائزة دبي للأفلام (2010)

## روابط خارجية
- مقالات تستعمل روابط فنية بلا صلة مع ويكي بيانات